# José María Lavalle
José María Lavalle Covarrubias (* 21. April 1902, nach anderen Quellen am 5. Juni 1911 in Lima; † 7. Juli 1984) war ein peruanischer Fußballspieler. Er nahm an der ersten Fußball-Weltmeisterschaft 1930 in Uruguay teil. 

## Karriere
Der Rechtsaußen Lavalle spielte bei kleineren Vereinen aus der Hauptstadt Lima und schloss sich 1926 Alianza Lima an. Zwischen 1927 und 1933 gewann er mit Alianza fünfmal die peruanische Meisterschaft.
Er nahm mit der peruanischen Nationalmannschaft an der Südamerikameisterschaft 1927 im eigenen Land teil, bei der Peru den dritten Platz belegte, und wurde in allen drei Spielen eingesetzt.
Bei der Weltmeisterschaft 1930 stand er ebenfalls im Aufgebot Perus.  Dort kam er in den beiden Vorrundenspielen gegen Rumänien und den späteren Weltmeister Uruguay zum Einsatz. Auch bei den Südamerikameisterschaften 1935 und  1937 nahm er an jeweils drei Spielen teil.

## Erfolge
- Peruanische Meisterschaft: 1927, 1928, 1931, 1932 und 1933